# Temelucha eremica
Temelucha eremica là một loài tò vò trong họ Ichneumonidae.